# Mecometopus miri
Mecometopus miri là một loài bọ cánh cứng trong họ Cerambycidae.